# 12e armée (Union soviétique)
Pour les articles homonymes, voir 12e armée.
La 12e armée était une unité de l'armée rouge durant la Grande Guerre patriotique.

## Historique opérationnel
La 12e armée (1re formation) de l'Armée rouge soviétique est formée par le groupe d'armée du sud du district militaire spécial de Kiev.
Elle est impliquée dans l'invasion soviétique de la Pologne en 1939.
Durant la Seconde Guerre mondiale elle se bat dans le sud-ouest, avec le 13e corps d'armée, les 44e, 58e et 192e divisions d'infanterie, le 17e corps d'armée, le 60e montagne, 69e montagne et 164e division d'infanterie, le 16e corps mécanisé avec le 15e, 39e division des chars, 240e division mécanisée, le 10e, 11e et 12e régions fortifiées. Elle participe à la bataille frontalière à l'ouest de Stanislau. Au cours de la deuxième quinzaine de juillet, dans le cadre du Front sud. Pendant la bataille d'Ouman, la douzième armée est prise dans un énorme encerclement au sud de Kiev avec la 6e armée. Le quartier général de l'armée est dissous le 10 août 1941, après la bataille.